# Tramway d'Ijevsk

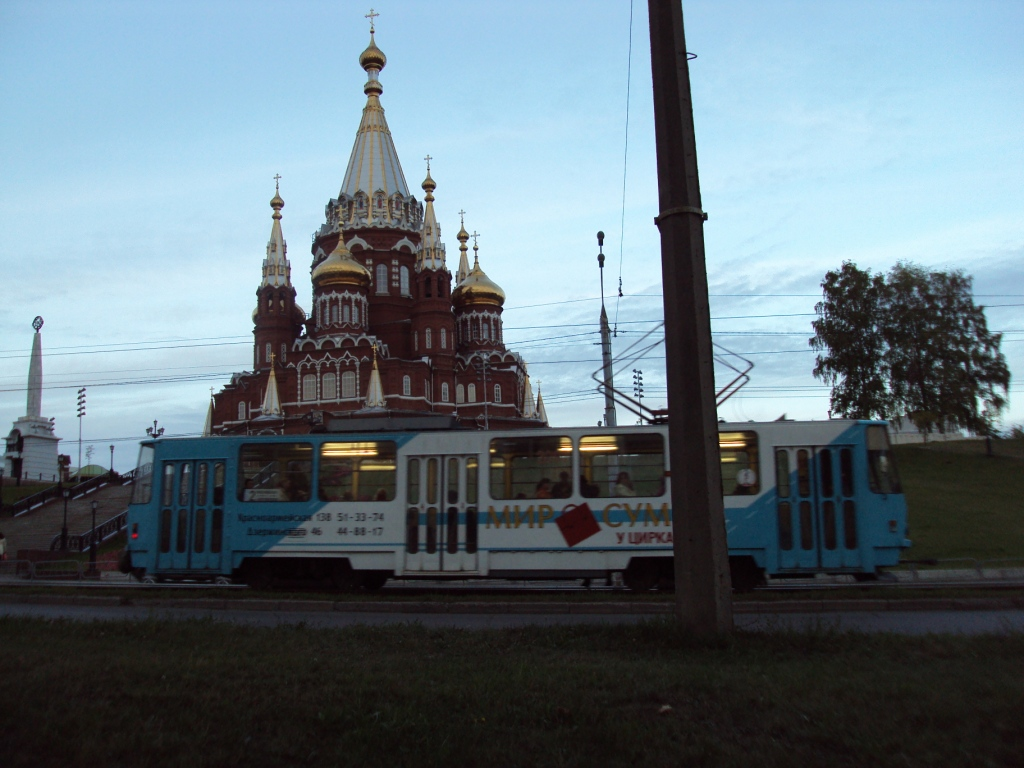
Une rame du tramway d'Ijevsk, devant la collégiale de l'Archange-Saint-Michel

Le tramway d'Ijevsk est le réseau de tramways de la ville d'Ijevsk, capitale de la République d'Oudmourtie, en Russie. Le réseau est composé de onze lignes. Il a été officiellement mis en service le 18 novembre 1935. En 2020, de nouveaux matériels roulants sont annoncés.